# Rashidat Sadiq
Rashidat Sadiq (née le 3 janvier 1981) est une joueuse nigériane de basket-ball. Elle est membre de l'équipe du Nigeria de basket-ball féminin et a participé aux Jeux olympiques d'été de 2004 et aux Jeux du Commonwealth 2006.

## Palmarès
- Médaille d'or au Championnat d'Afrique de basket-ball féminin 2005
- Médaille de bronze aux Jeux africains de 2011